# روجر بوركي وايت
روجر بوركي وايت (بالإنجليزية: Roger Bourke White)‏ هو شخصية أعمال أمريكي، ولد في 1911 في باوند بروك في الولايات المتحدة، وتوفي في 2002.